# Craig Wilson (Wasserballspieler)
Craig Martin Wilson (* 5. Februar 1957 in Beeville, Texas) ist ein ehemaliger US-amerikanischer Wasserballspieler. Er gewann als Torwart 1984 und 1988 die olympische Silbermedaille. 1983 und 1987 siegte er mit dem Team der Vereinigten Staaten bei den Panamerikanischen Spielen.

## Karriere
Wilson ist in Texas geboren, zog aber im Alter von vier Jahren mit seiner Familie nach Kalifornien. Er war recht sportbegeistert. Mit elf Jahren begann er mit dem Schwimmsport und zwei Jahre später spielte er erstmals Wasserball im Verein. An der University of California, Santa Barbara benötigte er einige Zeit, bis er sich zum Stammtorhüter emporgearbeitet hatte. 1979 war er Torhüter des Teams, dass die College-Meisterschaft der National Collegiate Athletic Association gewann.
Nach seiner Graduierung wurde er 1980 in den erweiterten Kader der Nationalmannschaft der Vereinigten Staaten berufen. 1981 und 1982 gewann er mit dem Team des Industry Hills Aquatic Club Team die Freiluft-Meisterschaft der Vereinigten Staaten. In der Nationalmannschaft war er bald Stammtorhüter und blieb dies für ein Jahrzehnt. 1982 belegte er mit der Nationalmannschaft den sechsten Platz bei der Weltmeisterschaft in Guayaquil. Im Jahr darauf siegte das US-Team bei den Panamerikanischen Spielen 1983 in Caracas. Bei den Olympischen Spielen 1984 in Los Angeles wies er erstmals bei einem internationalen Turnier die meisten erfolgreichen Paraden aller teilnehmenden Torhüter auf. Seine Mannschaft hatte eine Torbilanz von 32:17 in der Vorrunde und von 43:34 in der Hauptrunde. Das letzte Spiel gegen Jugoslawien endete mit 5:5, die Jugoslawen erhielten wegen der mehr erzielten Tore die Goldmedaille vor dem US-Team.
Bei der Weltmeisterschaft 1986 in Madrid belegte die Mannschaft aus den Vereinigten Staaten den vierten Platz hinter den Teams aus Jugoslawien, Italien und der Sowjetunion. Im Jahr darauf siegte das US-Team bei den Panamerikanischen Spielen in Indianapolis. Bei den Olympischen Spielen 1988 in Seoul erreichte die Mannschaft aus den Vereinigten Staaten trotz eines 7:6-Sieges über Jugoslawien in der Auftaktpartie der Vorrunde das Halbfinale nur als Gruppenzweite hinter den Jugoslawen. Nach einem 8:7 im Halbfinale gegen die Mannschaft aus der Sowjetunion verloren die Amerikaner das Finale mit 7:9 gegen die Jugoslawen.
Anfang 1991 siegten die Jugoslawen bei der Weltmeisterschaft 1991 in Perth vor den Spaniern und den Ungarn, die Mannschaft aus den Vereinigten Staaten belegte wie 1986 den vierten Platz. Bei den Panamerikanischen Spielen 1991 in Havanna unterlag das US-Team im Finale den Kubanern mit 5:9. Bei seiner letzten Olympiateilnahme 1992 in Barcelona war Wilson bereits 35 Jahre alt. Die Mannschaft aus den Vereinigten Staaten erreichte das Halbfinale als Gruppenzweite hinter der Mannschaft aus der Gemeinschaft Unabhängiger Staaten (GUS). Nach einer 4:6-Niederlage im Halbfinale gegen die Spanier verloren die Amerikaner auch das Spiel um Bronze gegen die Mannschaft aus der GUS. Wilson wies 1992 zum dritten Mal in Folge die meisten erfolgreichen Paraden aller Torhüter bei den Olympischen Spielen auf.
Nach über einem Jahrzehnt als Stammtorwart der Nationalmannschaft beendete Wilson nach den Olympischen Spielen 1992 seine Karriere. Während seiner Laufbahn war der 1,95 m große Torwart unter anderem zwei Jahre als Profi in Syrakus, Italien gewesen. Zweimal wurde er zum Welttorhüter des Jahres gewählt. 2005 wurde er in die International Swimming Hall of Fame (ISHOF) aufgenommen.
Beruflich war Wilson ab 1994 im Verkauf medizinischer Geräte tätig und stieg in den 2010er Jahren zum Direktor für Technical Solutions bei der Firma AmeriSource Bergen auf.